# Ernst Zipfel

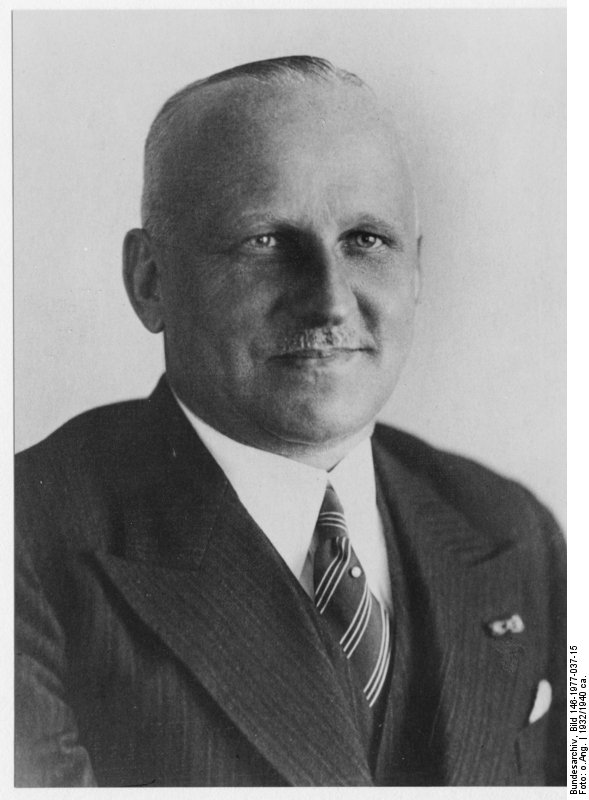
Undatiertes Porträt von Ernst Zipfel, zwischen 1932 und 1940 entstanden

Ernst Friedrich Zipfel (* 23. März 1891 in Dresden; † 17. April 1966 in Bad Pyrmont) war ein deutscher Archivar, Generaldirektor der Preußischen Archive und von 1936 bis 1945 Direktor des Reichsarchivs in Potsdam. Als Kommissar für Archivschutz beschäftigte er sich während des Zweiten Weltkriegs ab 1942 mit dem Raub von Archivgut aus den von der Wehrmacht eroberten Ländern.

## Leben
Ernst Zipfel wuchs als Sohn des Lehrers Karl Hugo Zipfel in Dresden auf. Von 1911 bis 1920 diente er als Offizier in der Sächsischen Armee, zuletzt als Hauptmann und Referent in der Personalabteilung des Kriegsministeriums. Nach dem Ausscheiden aus dem aktiven Dienst studierte er Volkswirtschaftslehre in Berlin und Würzburg. Neben dem Studium arbeitete er als Hilfsarchivar im 1919 gegründeten Reichsarchiv in Potsdam. Mit seiner Promotion zum Dr. rer. pol. in Würzburg wurde er 1923 zum Archivrat befördert. Nach der Ernennung zum Oberarchivrat (1935) und zum Direktor des Reichsarchivs und zum kommissarischen Generaldirektor der preußischen Staatsarchive (1936) folgte zwei Jahre später die endgültige Einweisung in dieses Amt. Ab 1938 war er darüber hinaus Leiter des Instituts für Archivwissenschaft (IfA) in Berlin-Dahlem.
Zipfel wurde per Erlass des Reichsinnenministeriums vom 22. Mai 1940 zum Kommissar für den Archivschutz (K.f.d.A.) ernannt. In dieser Funktion verfügte er im Mai 1942 die Auslagerung von Beständen (in der Reihenfolge ihrer Bedeutung), weil die Luftangriffe der Alliierten stärker geworden waren. Von Februar bis September 1944 war Zipfel auch kommissarischer Leiter des Geheimen Staatsarchivs (GStA); von 1940 bis 1945 war er außerdem ordentliches Mitglied der Historischen Kommission für Westfalen.
Zipfel trat 1932 der NSDAP bei. Ab 1938 war er Mitglied im Beirat der Forschungsabteilung Judenfrage im Reichsinstitut für Geschichte des Neuen Deutschlands.
Im Oktober 1942 wurde er vom Stabsführer Gerhard Utikal zum Leiter des „Sonderstabs Archive“ des Einsatzstabes Reichsleiter Rosenberg für das Rückwärtige Heeresgebiet ernannt. Das umfasste eine „Sicherstellung, Bewertung und den Umtransport“ von Archivalien ins Reich, ab 1940 aus den eroberten Gebieten im Westen Europas, ab 1941 im Osten; seine Vertreter waren Georg Winter (Süd) und Wolfgang A. Mommsen (Nord). Am 23. Juli 1943 wurde er durch Erlass des Reichsinnenministeriums zum „Kommissar für den Archivschutz in den besetzten Ostgebieten“ ernannt. Er war verantwortlich für die Plünderung zahlreicher Archive in den besetzten Gebieten. So sorgte er als Mitarbeiter des Reichsministeriums für die besetzten Ostgebiete im Oktober 1943 von Berlin aus für den Abtransport der Kirchenbücher der Schwarzmeerdeutschen.
In der Nachkriegszeit siedelte Zipfel nach Bad Pyrmont über, wo er zeitlebens „keine neue Stelle“ als Archivar fand. In einem Nachruf schrieb der Archivar Wilhelm Rohr über ihn: „Er, der überzeugt war, Gutes gewollt und Ungewöhnliches vollbracht zu haben, mußte jetzt erfahren, daß in den Augen anderer er und sein Werk mit einem Odium belastet waren.“

## Schriften (Auswahl)
- Geschichte des Ulanen-Regiments von Schmidt (1. Pommersches) Nr. 4. (= Erinnerungsblätter deutscher Regimenter. Ehemals preußische Truppenteile. Band 259), Verlag Gerhard Stalling, Oldenburg i. O. 1929.
  - darin: Hans Martens (Hrsg.): Kurzer Überblick über die Geschichte des Schweren Reserve-Reiter-Regiments Nr. 3. 1929.
- Geschichte des Grenadier-Regiments zu Pferde Freiherr von Derfflinger (Neumärkisches) Nr 3. bearbeitet im Auftrag des Offizierverbandes (= Erinnerungsblätter deutscher Regimenter. Ehemals preußische Truppenteile. Band 284), Verlag Gerhard Stalling, Oldenburg i. O. 1929.
- Geschichte des Kürassier-Regiments Herzog Friedrich Eugen von Württemberg (Westpr. Nr 5). mit Anhang: Geschichte der Schweren Reserve-Reiter-Regiments Nr 3. Norddeutsche Buchdruck und Verlags Anstalt A.G., Berlin 1930.
- Geschichte des Königlich Preußischen Husaren-Regiments Fürst Blücher von Wahlstatt (Pommersches) Nr 5. (= Aus Deutschlands großer Zeit. Ehemals preußische Truppenteile. Band 13), Sporn, Zeulenroda  1930.
- Hans Erik Freiherr von Eckhardtstein (Hrsg.), Erich Zipfel (Bearb.): Geschichte der Königlich Preußischen Garde-Kürassier-Regiments. 1815–1919. Verein der Offiziere des alten Garde-Kürassier-Regiments e. V., Berlin 1930.
- Geschichte des Reserve-Feldartillerie-Regiments Nr. 49. (= Aus Deutschlands großer Zeit. Ehemals preussische Truppenteile. Band 27), Sporn, Zeulenroda 1931.
- Geschichte des Litthauischen Ulanen-Regiments Nr 12. Verlag Tradition, Berlin 1931, Inhaltsverzeichnis
- Das Bergische Feldartillerie-Regiment Nr. 59 im Frieden und im Weltkriege. Laubsch & Everth, Berlin [1931], Inhaltsverzeichnis
- Geschichte des Ulanen-Regiments Prinz August von Württemberg (Pos.) Nr 10. Verlag Tradition, Berlin 1932, Inhaltsverzeichnis
- Geschichte des Königlich Preußischen Dragoner-Regiments König Carl I. von Rumänien (1. Hannoversches) Nr 9. (= Aus Deutschlands großer Zeit. Ehemalige preußische Truppenteile. Band 51), Sporn, Zeulenroda 1932.
- Geschichte des Großherzoglich Mecklenburgischen Grenadier-Regiments Nr 89. Bärensprungsche Hofbuchdruckerei, Schwerin 1932, Inhaltsverzeichnis
- Geschichte des Ulanen-Regiments Kaiser Alexander II. von Russland (1. Brandenburgisches) Nr. 3. (= Aus Deutschlands großer Zeit. Ehemalige preußische Truppenteile. Band 49), mit einem Anhang: Kurzer Überblick über die Geschichte des Reserve-Ulanen-Regiments Nr. 3. Sporn, Zeulenroda 1933.
- Otto Albrecht, Erich Zipfel: Geschichte des Infanterie-Regiments Bremen (1. Hanseatisches) Nr 75. Hauschild, Bremen 1934, Inhaltsverzeichnis
- Ernst Zipfel, Hans Huchzermeier: Das 8. Lothringische Infanterie-Regiment Nr. 159 im Frieden und im Weltkrieg sowie eine Ehrenliste aller Gefallenen des Infanterie Regiments 159 und des Freikorps Schulz. (= Deutsche Tat im Weltkrieg 1914/1918. Band 35) Bernard & Graefe, Berlin 1935.

als Herausgeber:
- Flammende Fronten. Eindrücke und Erlebnisse aus dem Weltkrieg. F. E. v. Seidel, Sulzbach [1930], Inhaltsverzeichnis
  - 4. Auflage (= Bücherei des Soldatenbundes. Band 3), Limpert, Berlin 1937.